# Notaden
Notaden es un género de ranas de la familia Limnodynastidae que se encuentra en Australia. 

## Especies
Según ASW:
- Notaden bennettii Günther, 1873
- Notaden melanoscaphus Hosmer, 1962
- Notaden nichollsi Parker, 1940
- Notaden weigeli Shea & Johnston, 1988